# Đồng gluconate
Đồng gluconate là muối đồng của axit D -gluconic. Nó là một tinh thể hoặc bột có màu xanh nhạt hoặc xanh lam không mùi, dễ tan trong nước và không hòa tan trong ethanol.

## Công dụng
- Bổ sung chế độ ăn uống để điều trị thiếu đồng.
- Thành phần của Retsyn, một thành phần của bạc hà hơi thở Certs.

## Tác dụng phụ
Viện Y học Hoa Kỳ (IOM) thiết lập mức hấp thụ trên (ULs) cho các vitamin và khoáng chất khi có đủ bằng chứng. Trong trường hợp đồng, UL trưởng thành được đặt ở mức 10   mg / ngày. Đồng gluconate được bán như một chất bổ sung chế độ ăn uống để cung cấp đồng. Liều thông thường là 2,0 mg đồng mỗi ngày. Đây là một phần năm những gì IOM coi là giới hạn trên an toàn. Uống lâu dài với số lượng cao hơn UL có thể gây tổn thương gan.